# Har Yehoram
Har Yehoram (hebreiska: הר יהורם) är ett berg i Israel.   Det ligger i distriktet Södra distriktet, i den södra delen av landet. Toppen på Har Yehoram är 647 meter över havet.
Terrängen runt Har Yehoram är kuperad åt sydost, men åt nordväst är den platt. Runt Har Yehoram är det ganska glesbefolkat, med 42 invånare per kvadratkilometer. Närmaste större samhälle är Eilat, 6,7 km sydost om Har Yehoram. Trakten runt Har Yehoram är ofruktbar med lite eller ingen växtlighet.